# Eloi Baribeau
 (avril 2024).
Si vous disposez d'ouvrages ou d'articles de référence ou si vous connaissez des sites web de qualité traitant du thème abordé ici, merci de compléter l'article en donnant les références utiles à sa vérifiabilité et en les liant à la section « Notes et références ».
Eloi Baribeau, né le 1er décembre 1906 à Lac-Sainte-Marie et mort le 28 juillet 1957 à Cayamant, est un entrepreneur et homme politique québécois. Il est maire de Gatineau de 1956 à 1957.

## Biographie
Eloi Baribeau est le fils de l'ancien maire de Gatineau Théodore Baribeau et de Lucia Lacroix. Né à Lac-Sainte-Marie en Outaouais, il fait ses études au Collège Bourget à Rigaud. Il déménage ensuite à Gatineau Mills, plus tard une partie de Gatineau, avec ses parents en 1928. Une fois en ville, il ouvre une station-service. En 1940, Baribeau épouse Lucienne Charron. Il siège neuf ans au conseil municipal de Gatineau avant de devenir maire en 1956.
Baribeau meurt en fonction le 28 juillet 1957 après s'être noyé en tombant d'un bateau au lac du Petit-Poisson-Blanc, dans la municipalité du Cayamant. 